# Louis-Sébastien Mercier

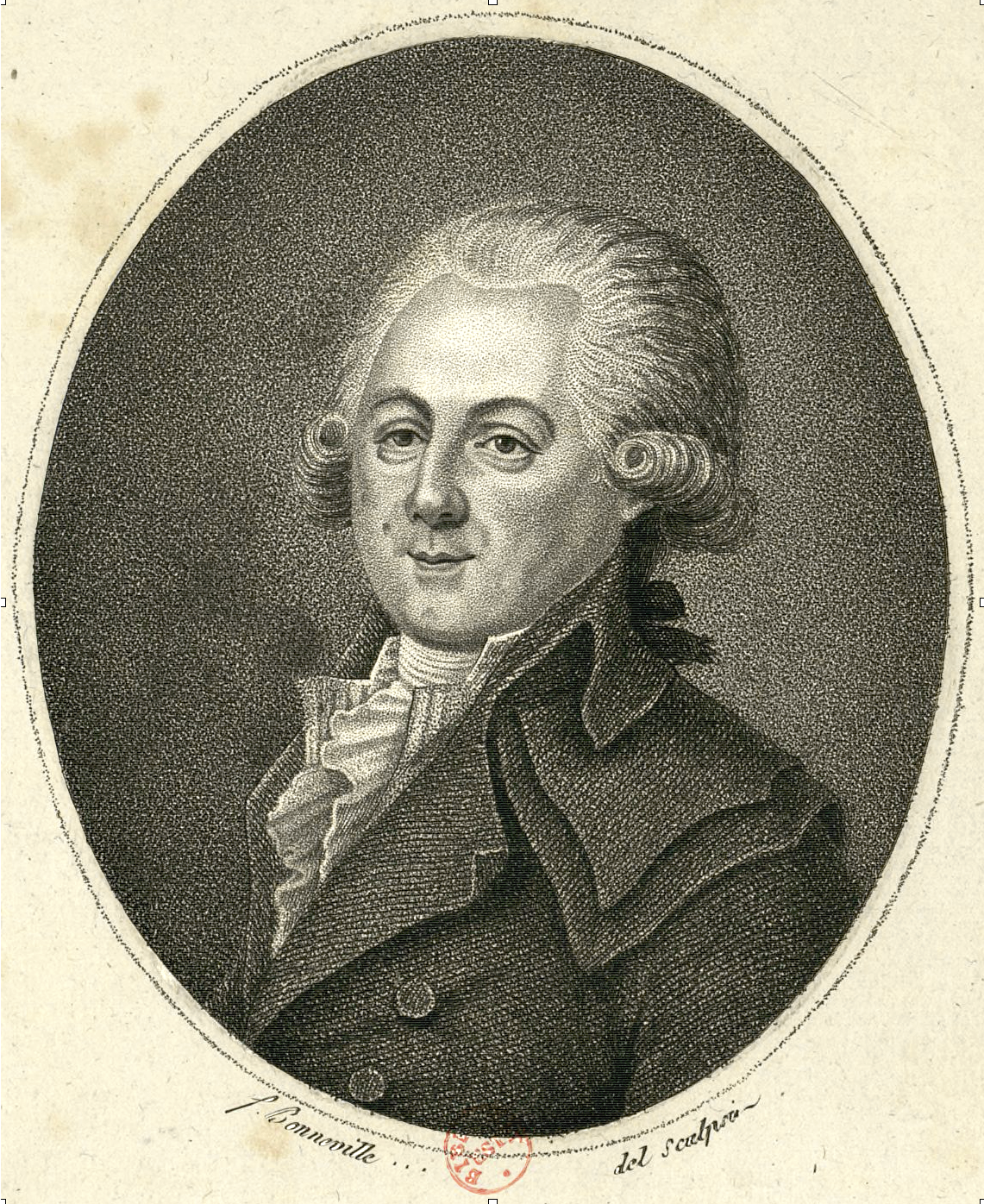
Portretgravure door F. Bonneville (1797)

Louis-Sébastien Mercier (Parijs, 6 juni 1740 – Parijs, 25 april 1814) was een Frans schrijver en politicus.

## Leven
Als zoon van een niet onbemiddelde zwaardveger kon Mercier zich als negenjarige inschrijven aan het Collège des Quatre-Nations. Zijn moeder was gestorven toen hij drie jaar oud was. Na zijn studies begon hij in 1760 met het publiceren van brieven in versvorm tussen antieke helden. Het bracht hem geen succes en van 1763 tot 1765 kwam hij aan de kost als leraar in Bordeaux. Terug in Parijs waagde hij een poging om van zijn pen te gaan leven. Hij werd een van de meest productieve schrijvers van zijn tijd en liet zich in met diverse genres. Hij is de auteur van een vijftigtal toneelstukken die de Romantiek aankondigen en waarin hij zijn bewondering voor Shakespeare duidelijk naar voor brengt. Hij schreef ook enkele populaire drama's, zoals La Brouette du vinaigrier.
Het meest bekende werk van Mercier is waarschijnlijk L'An 2440, ou Rêve s'il en fût jamais, uitgegeven in 1770 en uitgebreid met een dertigtal nieuwe hoofdstukken in 1786. In dit werk, dat kan worden beschouwd als de eerste moderne sciencefictionroman, vertelt de schrijver dat hij in 1770 in slaap is gevallen en dat hij ontwaakt in 2440, in een Frankrijk dat is bevrijd door een rustige en gelukkige revolutie. De roman speelt zich dus af in de toekomst en toont het contrast tussen het absolutisme en de vrije samenleving. De verteller brengt een bezoek aan Versailles en treft het paleis aan, dat ondertussen een ruïne is geworden. Hij ontmoet er een oude man, die Lodewijk XIV blijkt te zijn. Deze begint te huilen omdat hij zich schuldig voelt. Op het einde van het verhaal wordt de verteller wakker en beseft hij dat het allemaal maar een droom was. Het werk bevat een aanzienlijke component satire, maar het is niet altijd duidelijk waar die begint en eindigt.
Samen met Chateaubriand ontdekte Mercier de poëzie die de ruïnes bezingt. Hij was ook de pittoreske verteller van het Parijse leven van de jaren 1780. In zijn twaalfdelige werk Tableau de Paris (1781) schetste hij het leven van de Franse maatschappij aan het einde van het ancien régime, voornamelijk de zeden en gewoonten van de Parijse middenklasse en de lagere klassen. In Le nouveau Paris (1797) gaf hij weer hoe dat leven was veranderd door de Franse Revolutie.
Mercier was niet alleen een bewonderaar van Shakespeare, maar ook van Jean-Jacques Rousseau. Hij was een van de verantwoordelijken voor het uitgeven van het volledige oeuvre van Rousseau (37 delen, 1788-1793). In 1791 bracht hij het werk De J.-J. Rousseau considéré comme l'un des premiers auteurs de la Révolution uit, waarin hij Rousseau bestempelt als een van de grondleggers van de Franse Revolutie.
Hij begaf zich zelf in de politiek en werd in september 1792 verkozen tot afgevaardigde in de Nationale Conventie. Vanwege zijn protest tegen de val van de girondijnen werd hij in oktober 1793 gearresteerd met tientallen medestanders. Lange maanden zat hij gevangen en hij ontsnapte ternauwernood aan de guillotine dankzij de val van Robespierre. Hij werd hersteld als lid van de Conventie en werd daarna verkozen in de Raad van Vijfhonderd. In 1797 werd hij leraar geschiedenis in de centrale school van Parijs, maar hij toonde zich kritisch voor het resultaat van deze onderwijshervorming. Hij trok zich terug uit het onderwijs en de politiek, en richtte zich opnieuw op het schrijven. Hij bewonderde het charisma van Napoleon Bonaparte, maar had als republikein en pacifist geen sympathie voor diens keizerrijk.

## Selecte publicaties
Naast toneelstukken en romans schreef Mercier pamfletten, politieke toespraken en pseudo-filosofische commentaren.
- Voyage de Robertson, aux terres australes (1766). Vertaling
- L'Homme sauvage. Ed. 1784 (1767)
- Songes philosophiques (1768)
- Zambeddin, histoire orientale (1768)
- Songes d'un hermite (1770)
- Le deserteur, drame en cinq actes en prose (1770)
- L'An deux mille quatre cent quarante. Rêve s'il en fut jamais (1771)
- Jean Hennuyer, évêque de Lizieux. Drame en trois actes (1772)
- L'indigent, drame en quatre actes, en prose (1772)
- Traité du théâtre ou Nouvel essai sur l'art dramatique (1773)
- La Brouette du vinaigrier, drame en trois actes (1776)
- Eloges et discours philosophiques qui ont concouru pour les prix de l'Académie françoise & de plusieurs autres académies (1776)
- Jezennemours, roman dramatique Tome premier; Tome second (1778)
- Les comédiens ou le foyer. Comédie en un acte & en prose (1777)
- Theatre complet de M. Mercier. Tome premier; Tome second; Tome troisieme; Tome quatrieme (1778-1784)
- Le déserteur, drame en cinq actes en prose (1778)
- Tableau de Paris. Tome premier; Tome second (1782)
- La destruction de la ligue, ou la réduction de Paris, pièce nationale en quatre actes (1782)
- Portraits des rois de France. Tome premier; Tome second; Tome III; Tome quatrieme (1783)
- Portrait de Philippe II, roi d'Espagne (1785)
- L'habitant de la Guadeloupe, comedie en trois actes (1785)
- Notions claires sur les gouvernemens. Tome premier; Tome II (1787)
- De J.-J. Rousseau considéré comme l'un des premiers auteurs de la Révolution (1791)
- Le ci-devant noble; comédie en trois actes, en prose (1791)
- Opinion de Louis-Sebastien Mercier, député du département de Seine et Oise, a la Convention nationale, sur Louis Capet (1793)
- Le nouveau Paris (1797)
- Le libérateur, comédie en deux actes, et en prose, Paris, Cercle social (1797)
- L’An deux mille quatre cent quarante, rêve s’il en fût jamais, suivi de L’homme de fer, songe. Tome premier; Tome second; Tome troisième, Paris, Bresson et Casteret, Dugour et Durand. Nouvelle édition (1798)
- Mon bonnet de nuit. Tome premiere; Tome seconde (1798)
- Le Nouveau Paris. Tome premier; Tome second; Tome troisième; Tome quatrième; Tome cinquième; Tome sixième, Brunswick: Chez les principaux librairies (1800)
- Néologie ou vocabulaire de mots nouveaux. Tome premier; Tome second (1801)
- Histoire de France, depuis Clovis jusqu’au règne de Louis XVI. Tome I; Tome III; Tome IV;  Tome V; Tome VI, Paris, chez Cérioux et Lepetit jeune (1802)
- Charité, Versailles, Ph.-D. Pierres, Paris, Bossange, Masson & Besson (1805)
- De l’impossibilité du système astronomique de Copernic et de Newton, Paris, Dentu (1806)
- Satyres contre Racine et Boileau, Paris, Hénée  (1808)
- La maison de Socrate le sage, comédie en cinq actes, en prose (1809)

## Voetnoten
1. ↑  Jean Schalenkamp, "Het jaar 2440 volgens Louis Sébastien Mercier" in: Bzzlletin, nr. 107, 1983, p. 93. Gearchiveerd op 8 juli 2023.
2. ↑  Ritchie Robertson, The Enlightenment. The Pursuit of Happiness 1680-1790, 2020, p. 489. Gearchiveerd op 27 april 2024.
3. ↑  Louis Sébastien Mercier, Comment fonder la morale du peuple. Traité d'éducation pour l'avènement d'une société nouvelle, eds. Geneviève Boucher en Michael Mulryan, 2020, p. 16. Gearchiveerd op 27 april 2024.

- Bibsys: 5013010
- Biblioteca Nacional de España: XX1034232
- Bibliothèque nationale de France: cb11915633w (data)
- Catàleg d'autoritats de noms i títols de Catalunya: 981058521913006706
- Digitale Bibliotheek voor de Nederlandse Letteren: merc002
- Gemeinsame Normdatei: 118581007
- Historisch woordenboek van Zwitserland: 022255
- International Standard Name Identifier: 0000 0001 2128 0441
- KulturNav: e830f1d0-3b6f-4f1b-947e-9a2992cf0b46
- Library of Congress Control Number: n50035959
- Nationale Bibliotheek van Letland: 000227300
- Bibliotheek van het Japanse parlement: 00471537
- Nationale Bibliotheek van Tsjechië: xx0055097
- Nationale bibliotheek van Australië: 35347299
- Nationale Bibliotheek van Israël: 987007272111105171
- Nederlandse Thesaurus van Auteursnamen: 068435134
- RKD-Nederlands Instituut voor Kunstgeschiedenis: 313004
- Istituto Centrale per il Catalogo Unico: RAVV060581
- LIBRIS: 296587
- SNAC: w6447r3j
- Système universitaire de documentation: 027023702
- Trove: 920523
- Union List of Artist Names: 500354579
- Virtual International Authority File: 36921956
- WorldCat: E39PBJfh43GFfw3KkQ9dgGTT73